# علی‌اصغر عاشوری
علی‌اصغر عاشوری (زادهٔ ۱۷ آذر ۱۳۶۷) بازیکن فوتبال اهل ایران است که‌ برای باشگاه فوتبال گل گهر سیرجان در لیگ برتر خلیج فارس بازی می‌کند